# HMS Glasgow (1909)
El HMS Glasgow, un crucero ligero de subclase Bristol de la clase Town, fue el sexto buque de la Armada Real Británica en llevar ese nombre desde el primer Glasgow botado en 1696 y obtenido por la armada británica de la armada escocesa en 1707 en virtud del Acta de Unión.
El Glasgow fue construido por la Compañía de Construcción Naval e Ingeniería Fairfield de Govan (Glasgow, Reino Unido). Fue el primero de la primera subclase de la clase Town, le seguirían otros 4 buques de su mismo programa: Gloucester, Liverpool, Newcastle y Bristol, el último de ellos que acabaría nombrando el programa. La clase Town tendría cuatro programas más, totalizando un total de 21 buques.
Al inicio de la Primera Guerra Mundial, el Glasgow estaba destinado en la Home Fleet, donde capturó un buque mercante alemán. Poco después se le reasignó a la escuadra de Christopher Cradock, que estaba buscando a la Escuadra de Asia Oriental alemana de von Spee.
La escuadra de Cradock se encontró con los alemanes frente a la costa chilena el 1 de noviembre de 1914, dando lugar a la batalla de Coronel, en la que las fuerzas alemanas, superiores en número y calidad a los británicos, les destruyeron dos de los buques, tras lo que el Glasgow se retiró a Brasil para realizar reparaciones.
Los británicos, heridos en su orgullo naval, enviaron a Frederick Doveton Sturdee, jefe del Estado Mayor Naval y quien había negado los refuerzos solicitados por Cradock antes del combate de Coronel, al frente de una escuadra de seis buques liderados por el crucero de batalla Invincible, que reforzarían a los dos supervivientes de Coronel para destruir la escuadra de 5 cruceros alemanes.
Finalmente, el encuentro se dio en las Malvinas, donde la escuadra alemana se había aventurado en la búsqueda de los dos cruceros supervivientes ignorantes de que la poderosa escuadra de Sturdee ya había llegado. El enfrentamiento, conocido como batalla de las Malvinas dio como resultado una victoria contundente de los británicos frente a la desprevenida escuadra alemana, de la que sólo quedó el Dresden. En la batalla, en Glasgow junto al Cornwall cañoneó a quemarropa al Leipzig. El buque alemán, incendiado y hundiéndose vació sus municiones sobre los buques británicos, llegando a causarle una baja a la tripulación del Glasgow, el contramaestre Edwin Henry Martell (n. 14 de diciembre de 1887). Durante el abandono del Leipzig, 150 marinos alemanes de los 380 de su tripulación original se alinearon en proa para utilizar los botes salvavidas, el Glasgow y el Cornwall, sin esperar a ver los símbolos de rendición continuaron cañoneando al buque, causando una masacre en la proa del buque en naufragio. Sólo 18 de los 380 tripulantes consiguieron lanzar los botes al mar y ser rescatados por los buques británicos.
Al año siguiente, el Glasgow acompañó al crucero acorazado HMS Kent para eliminar al Dresden, que había sido localizado cerca de la isla de Más a Tierra, donde había anclado negociando su entrada a puertos chilenos. El 14 de marzo de 1915 tuvo lugar la denominada por la historiografía británica como batalla de Más a Tierra, donde nada más divisar al buque alemán en aguas neutrales, los barcos británicos abrieron fuego, haciendo que el capitán alemán, Fritz Lüdecke, enviase al marino Wilhelm Canaris a parlamentar con los oficiales británicos, a quienes presentó quejas por disparar en aguas neutrales, a lo que ésos respondieron que «eso se podrá juzgar después de la guerra». Tras la acción contra el Dresden y el recuerdo del Leipzig, Joseph Conrad llegó a calificar a la tripulación del Glasgow de «piratas barbudos» en una respuesta por carta a los acontecimientos narrados por su amigo Cunninghame Graham, que se encontraba en aquellos años en Buenos Aires.
Más tarde el Glasgow fue destinado a la zona de la desembocadura del río de la Plata para monitorizar los buques que entraban y salían a los puertos argentino y uruguayos. Durante estos meses, el 23 de mayo de 1915 apresó al velero Pax, que navegaba bajo pabellón argentino. Fue llevado a la base naval británica de Malvinas como presa de guerra, pues el Pax era el antiguo velero alemán Hieronymus Upland, vendido en Argentina en octubre de 1914, con la guerra ya comenzaba y por tanto, en fraude de ley, pues incumplía la nulidad de transferencias que el gobierno argentino había adoptado.
Los siguientes dos años seguiría destinado al control de las costas de América del Sur. A mediados de 1918 fue enviado a la escuadra del mar Adriático, donde tuvo un papel poco relevante en el bombardeo de Durazzo.
Tras la guerra fue movido a la reserva de 1918 a 1922. En 1922 comenzó a ser utilizado como buque escuela secundario. En 1926 se dio por finalizado su uso como buque escuela y en 1927 fue vendido como chatarra.